# Хальсе, Матильда
Мати́льда Э́мма Ха́льсе (дат. Mathilde Emma Halse; род. 2 мая 1999, Нуук) — датская кёрлингистка.
В составе женской команды Дании участница зимних Олимпийских игр 2018, 2022 (заняли соответственно десятое и девятое места), чемпионатов мира и Европы (чемпионы Европы в 2022). В составе смешанной команды Дании участница чемпионата мира 2015 (заняли девятое место).
Играет на позициях первого и третьего.

## Достижения
- Чемпионат Европы по кёрлингу: золото (2022).
- Чемпионат Дании по кёрлингу среди женщин: золото (2018, 2020, 2022, 2023, 2024).
- Чемпионат Дании по кёрлингу среди смешанных команд: золото (2015).
- Чемпионат Дании по кёрлингу среди юниоров: золото (2016, 2019, 2020).

## Команды
| Сезон                                          | Четвёртый       | Третий                        | Второй          | Первый              | Запасной                                          | Турниры                                                |
| ---------------------------------------------- | --------------- | ----------------------------- | --------------- | ------------------- | ------------------------------------------------- | ------------------------------------------------------ |
| 2015—16                                        | Матильда Хальсе | Elisabeth Sondergaard-Nielsen | Anna Solberg    | Габриэлла Квист     | Мю Холлингер Ларсен тренер: Аре Сольберг          | ЧДЮ 2016 · ЧМЮ-Б 2016 (12 место)                       |
| 2017—18                                        | Мадлен Дюпон    | Дениз Дюпон                   | Юли Хёг         | Матильда Хальсе     | Лина Кнудсен тренеры: Ульрик Шмидт Миккель Краусе | ЧЕ 2017 (8 место) ЗОИ 2018 (10 место)                  |
| 2018—19                                        | Мадлен Дюпон    | Дениз Дюпон                   | Юли Хёг         | Матильда Хальсе     | Лина Кнудсен тренер: Ульрик Шмидт                 | ЧЕ 2018 (7 место)                                      |
| 2018—19                                        | Матильда Хальсе | Ясмин Ландер                  | Габриэлла Квист | Мю Холлингер Ларсен |                                                   | ЧДЮ 2019                                               |
| 2019—20                                        | Матильда Хальсе | Ясмин Ландер                  | Karolina Jensen | Мю Ларсен           | Габриэлла Квист тренер: Микаэль Квист             | ЧЕ 2019 (7 место) · ЧДЮ 2020 · ЧМЮ 2020 (6 место)      |
| 2020—21                                        | Мадлен Дюпон    | Матильда Хальсе               | Дениз Дюпон     | Лина Кнудсен        | Мю Ларсен тренер: Хизер Роджерс                   | ЧМ 2021 (5 место)                                      |
| 2021—22                                        | Мадлен Дюпон    | Матильда Хальсе               | Дениз Дюпон     | Мю Ларсен           | Ясмин Ландер тренер: Хизер Роджерс                | ЧЕ 2021 (8 место) ЗОИ 2022 (9 место) ЧМ 2022 (6 место) |
| 2022—23                                        | Мадлен Дюпон    | Матильда Хальсе               | Дениз Дюпон     | Мю Ларсен           | Ясмин Ландер тренер: Ульрик Шмидт (ЧЕ, ЧМ)        | ЧЕ 2022 · ЧДЖ 2023 · ЧМ 2023 (11 место)                |
| 2023—24                                        | Мадлен Дюпон    | Матильда Хальсе               | Ясмин Ландер    | Мю Ларсен           | Дениз Дюпон тренер: Ульрик Шмидт                  | ЧЕ 2023 (7 место)                                      |
| 2023—24                                        | Мадлен Дюпон    | Матильда Хальсе               | Дениз Дюпон     | Мю Ларсен           | Ясмин Ландер тренер: Ульрик Шмидт (ЧМ)            | ЧДЖ 2024 · ЧМ 2024 (6 место)                           |
| 2024—25                                        | Мадлен Дюпон    | Матильда Хальсе               | Дениз Дюпон     | Мю Ларсен           | Ясмин Хольтерман тренер: Ульрик Шмидт             | ЧЕ 2024 (5 место) ЧМ 2025 (7 место)                    |
| Кёрлинг среди смешанных команд (mixed curling) |                 |                               |                 |                     |                                                   |                                                        |
| 2014—15                                        | Микаэль Квист   | Трине Квист                   | Аре Сольберг    | Матильда Хальсе     | Thomas Winther                                    | ЧДСК 2015                                              |
| 2015—16                                        | Микаэль Квист   | Трине Квист                   | Аре Сольберг    | Матильда Хальсе     |                                                   | ЧМСК 2015 (9 место)                                    |

(скипы выделены полужирным шрифтом)